# Domin Sport
L'equip Domin Sport (codi UCI: DSP) és un equip ciclista professional polonès amb categoria continental.

## Principals resultats
- Cursa de Solidarność i els Atletes Olímpics: Kamil Zieliński (2014)
- Memorial Andrzej Trochanowski: Mateusz Nowak (2015)
- Korona Kocich Gór: Mateusz Komar (2016)
- Visegrad 4 Bicycle Race-GP Kerékpárverseny: Kamil Zieliński (2017)
- East Bohemia Tour: Kamil Zieliński (2017)
- Visegrad 4 Bicycle Race-GP Polski: Kamil Zieliński (2017)

### A les grans voltes
- Giro d'Itàlia
  - 0 participacions
- Tour de França
  - 0 participacions
- Volta a Espanya
  - 0 participacions

## Classificacions UCI
L'equip participa en els Circuits continentals de ciclisme. La taula presenta les classificacions de l'equip al circuit, així com el millor ciclista individual.
UCI Europa Tour
| Temporada | Classificació per equips | Millor ciclista en la classificació individual |
| --------- | ------------------------ | ---------------------------------------------- |
| 2013      | 85è                      | Kamil Zieliński (359è)                         |
| 2014      | 50è                      | Kamil Zieliński (75è)                          |
| 2015      | 68è                      | Mateusz Nowak (195è)                           |
| 2016      | 76è                      | Artur Detko (580è)                             |
| 2017      | 48è                      | Kamil Zieliński (135è)                         |